# Surajgarh
Surajgarh (Hindi: सूरजगढ़, Sūrajgaṛh) ist eine Stadt im Bundesstaat Rajasthan in Indien mit etwa 22.000 Einwohnern (Zensus 2011). Sie liegt 210 Kilometer westlich von Delhi. Eine Sehenswürdigkeit ist das alte Fort, welches heute als Hotel dient.